# Накано Такеко
Накано Такеко (яп. 中野 竹子, латиніз.: Nakano Takeko, 1847 - 10 жовтня 1868) - жінка-воїн з володіння Айдзу, яка загинула у віці 21 року під час участі у війні Босін.

## Біографія
Накано Такеко народилася в Едо 1847 року і була донькою Накано Хейнаї, чиновника у володіннях Айдзу в провінції Муцу. Вона навчалася каліграфії, поезії та бойових мистецтв, особливо вправно володіючи наґінатою, традиційною японською зброєю, перш ніж її всиновив її наставник Акаока Дайсуке. Працюючи разом зі своїм прийомним батьком інструктором з бойових мистецтв протягом 1860-х років, Накано вперше вступила до школи Айдзу у 1868 році.
Під час битви при Айдзу, яка зіштовхнула прихильників Реставрації Мейдзі з силами, лояльними до сьоґунату Токуґава (включно з кланом Айдзу), вона билася з наґінатою й очолила підрозділ, що повністю складався з жінок, які брали участь у битві самостійно. Пізніше цей підрозділ став відомим як «Жіноча армія», оскільки старші дружинники Айдзу офіційно не дозволяли їм воювати у складі армії домену.
Очолюючи атаку проти військ Імператорської армії Японії з володіння Гакі, вона була поранена в груди. Замість того, щоб дозволити ворогу захопити її, вона попросила свою сестру Юко покінчити з життям і відрубати їй голову. Її тіло віднесли до храму Хокай (розташованого в сучасній префектурі Фукусіма) і поховали під сосною.

## Спадщина

Виступ Накано Такеко та її жіночого колективу на осінньому фестивалі Айдзу 2006 року.

Пізніше біля її могили було споруджено пам'ятник на її честь за сприяння міста Айдзу та адмірала Дева Сіґето. Під час щорічного осіннього фестивалю в Айдзу група молодих дівчат у хакама (штани з широкими штанинами) і білих пов'язках на голові бере участь в урочистостях, присвячених пам'яті Накано та її загону жінок-воїнів.